# سد چولابهورن
سد چولابهورن (به لاتین: Chulabhorn Dam) یک سد خاکی و نیروگاه برقابی در تایلند است که در Thung Luilai واقع شده‌است.